# Iablunivka, Mlîniv
Iablunivka (în ucraineană Яблунівка) este un sat în comuna Mîkolaiivka din raionul Mlîniv, regiunea Rivne, Ucraina.

## Demografie
Componența lingvistică a localității Iablunivka
     Ucraineană (99,66%)
     Alte limbi (0,34%)
Conform recensământului din 2001, majoritatea populației localității Iablunivka era vorbitoare de ucraineană (99,66%), existând în minoritate și vorbitori de alte limbi.